# Monarchidae
Monarhidele (Monarchidae) sunt o familie de păsări paseriforme din superfamilia Corvoidea. Monarhidele sunt păsări insectivore de dimensiuni mici și medii, cu coadă lungă. Ele locuiesc în păduri sau zone împădurite din Africa subsahariană, Asia de Sud-Est, Australasia și o serie de insule din Pacific. Doar câteva specii migrează.

## Taxonomie
Familia monarhidelor are cincisprezece genuri, după cum urmează:
FAMILA MONARCHIDAE
- Subfamilia Terpsiphoninae
  - Genul Hypothymis (4 specii)
  - Genul Trochocercus (2 specii)
  - Genul Terpsiphone (17 specii)
- Subfamilia Monarchinae
  - Genul Chasiempis (3 specii)
  - Genul Pomarea (9 specii din care 3 extincte)
  - Genul Mayrornis (3 specii)
  - Genul Neolalage
  - Genul Clytorhynchus (5 specii)
  - Genul Metabolus
  - Genul Symposiachrus (23 specii)
  - Genul Monarcha (9 specii)
  - Genul Carterornis (4 specii)
  - Genul Arses (4 specii)
  - Genul Grallina (2 specii)
  - Genul Myiagra (20 specii din care 1 extinctă)

## Galerie

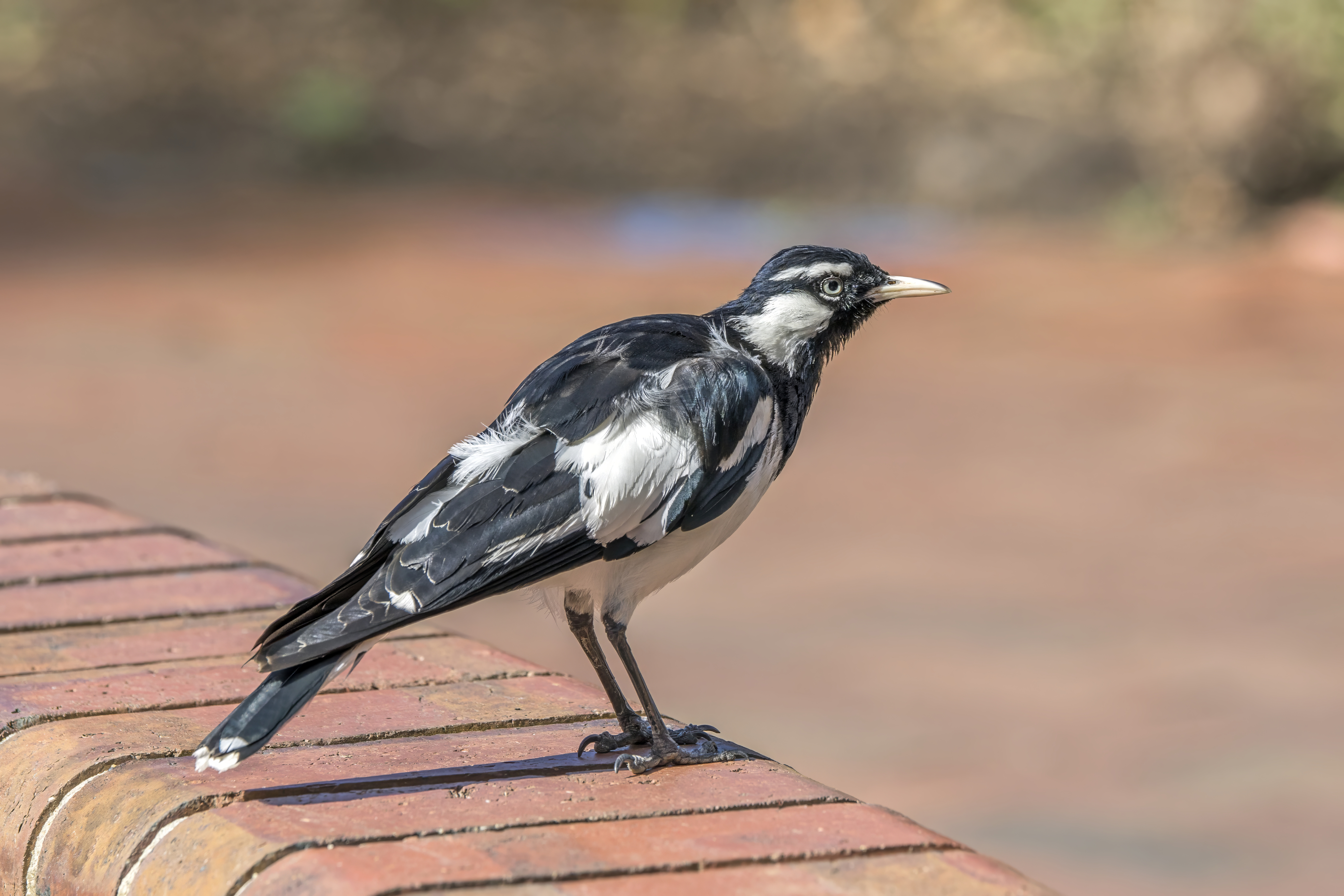
Grallina cyanoleuca
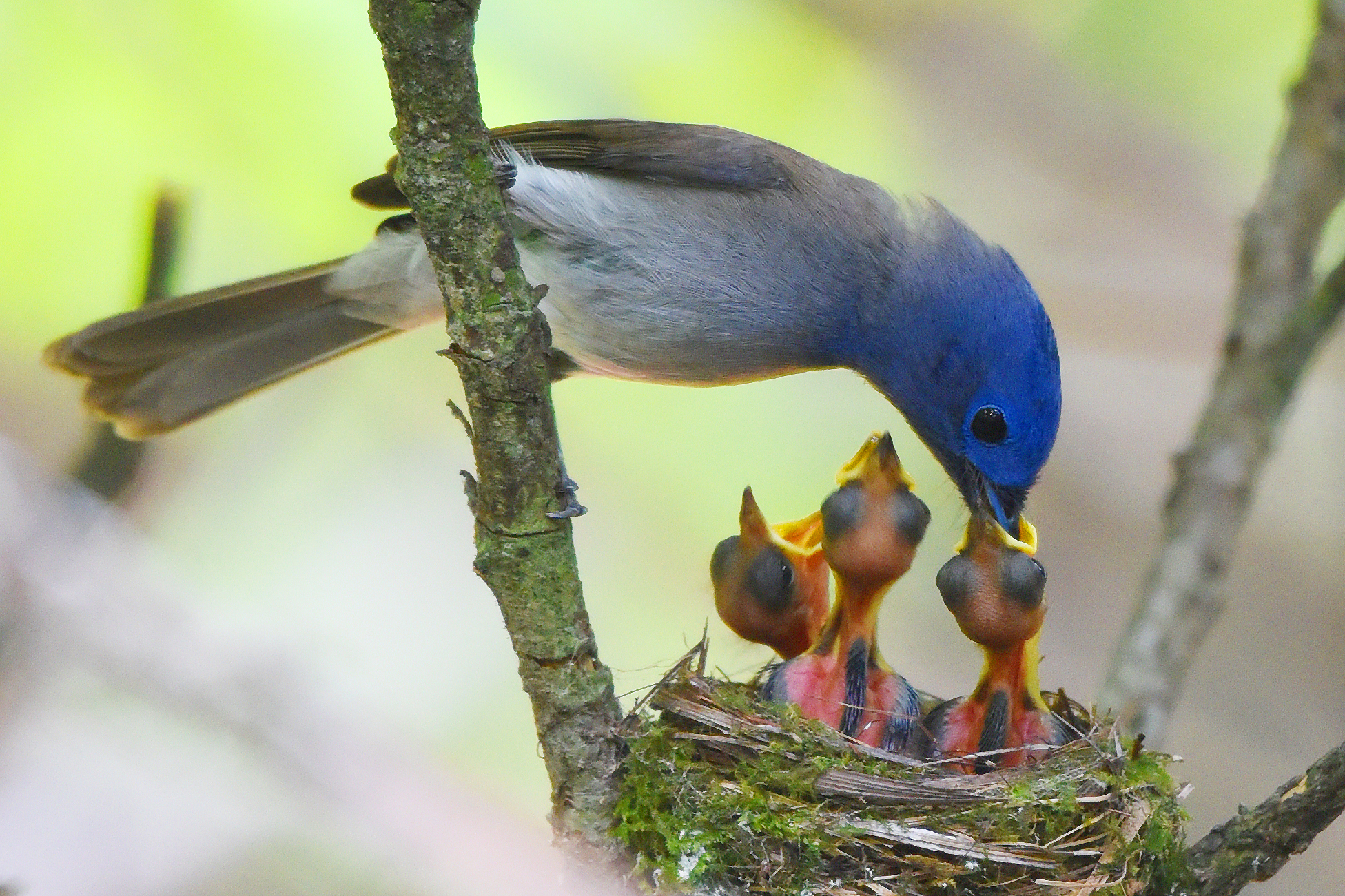
Hypothymis azurea
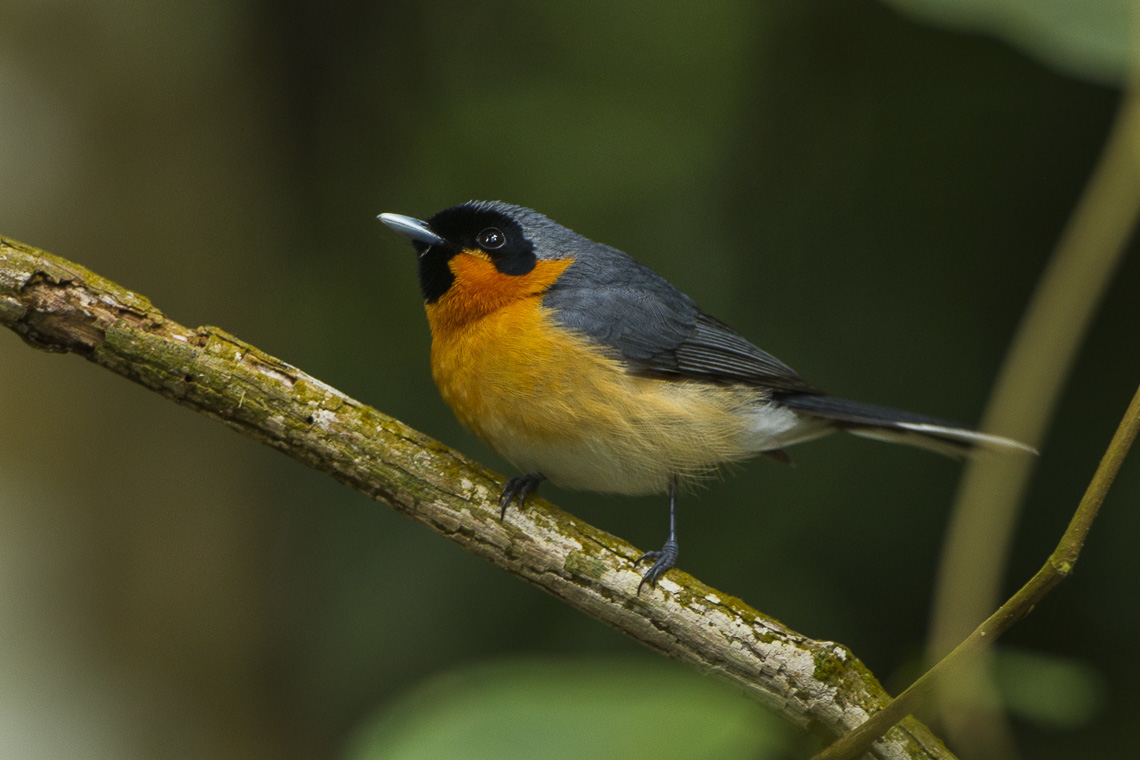
Symposiachrus trivirgatus
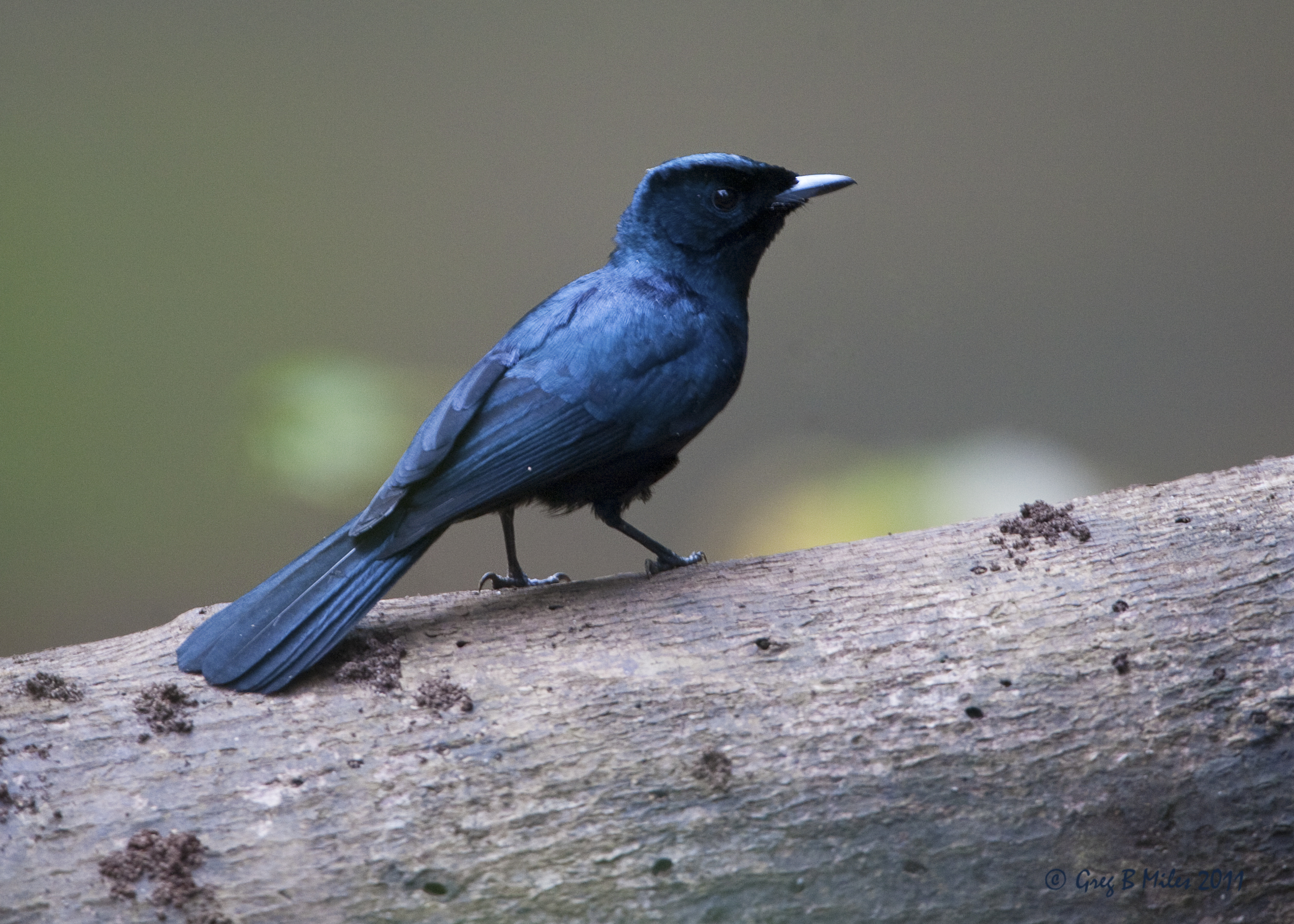
Myiagra alecto
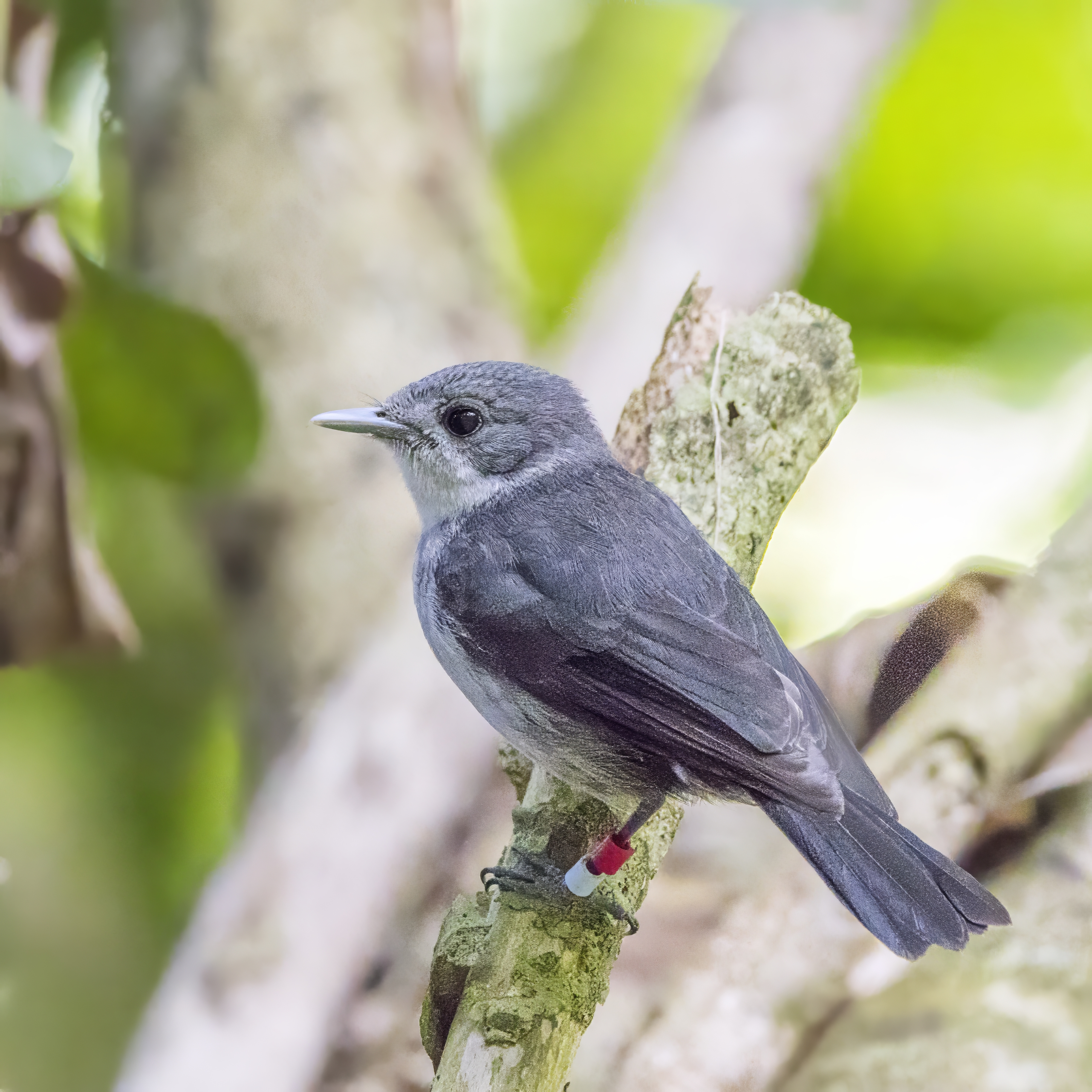
Pomarea dimidiata
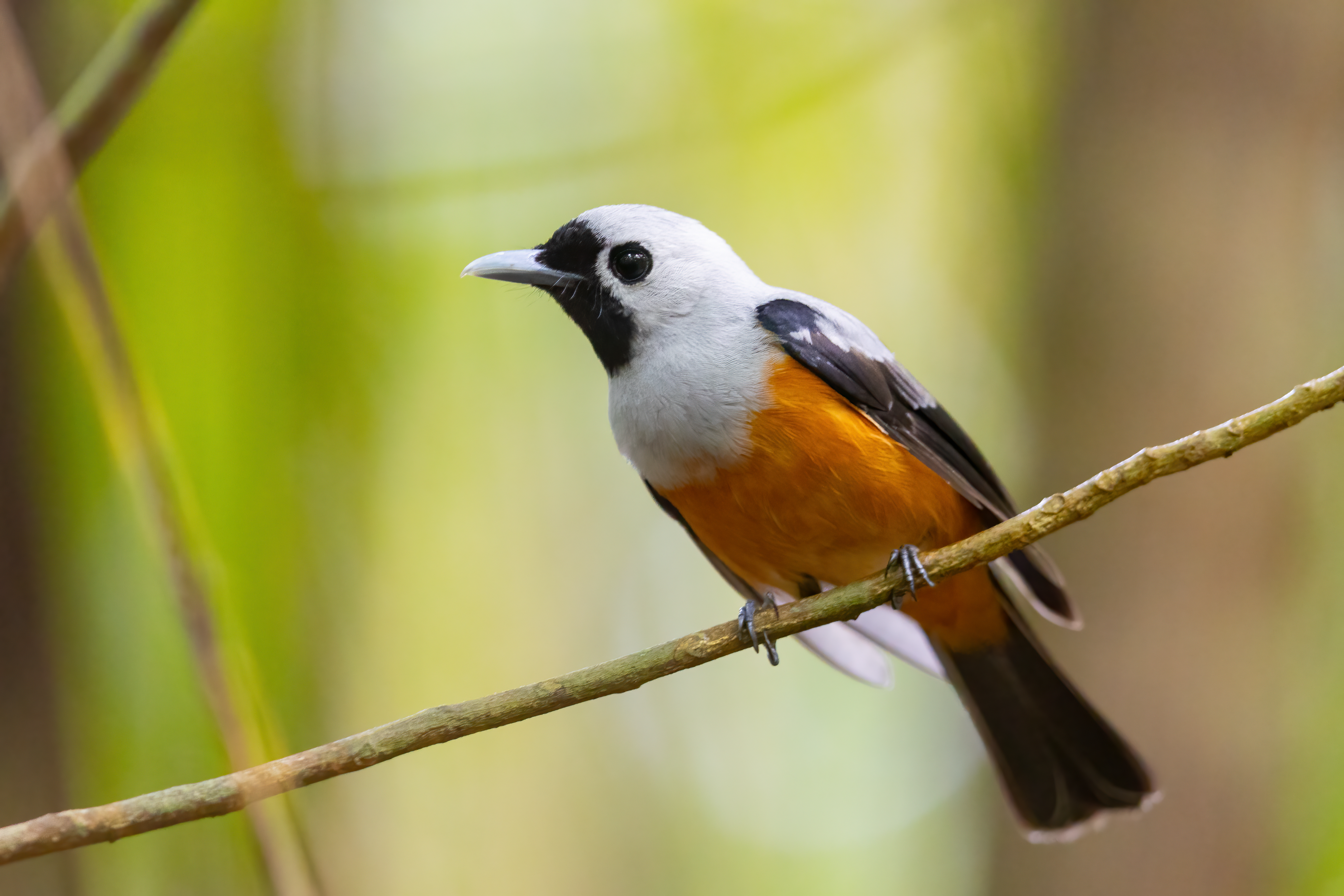
Monarcha frater
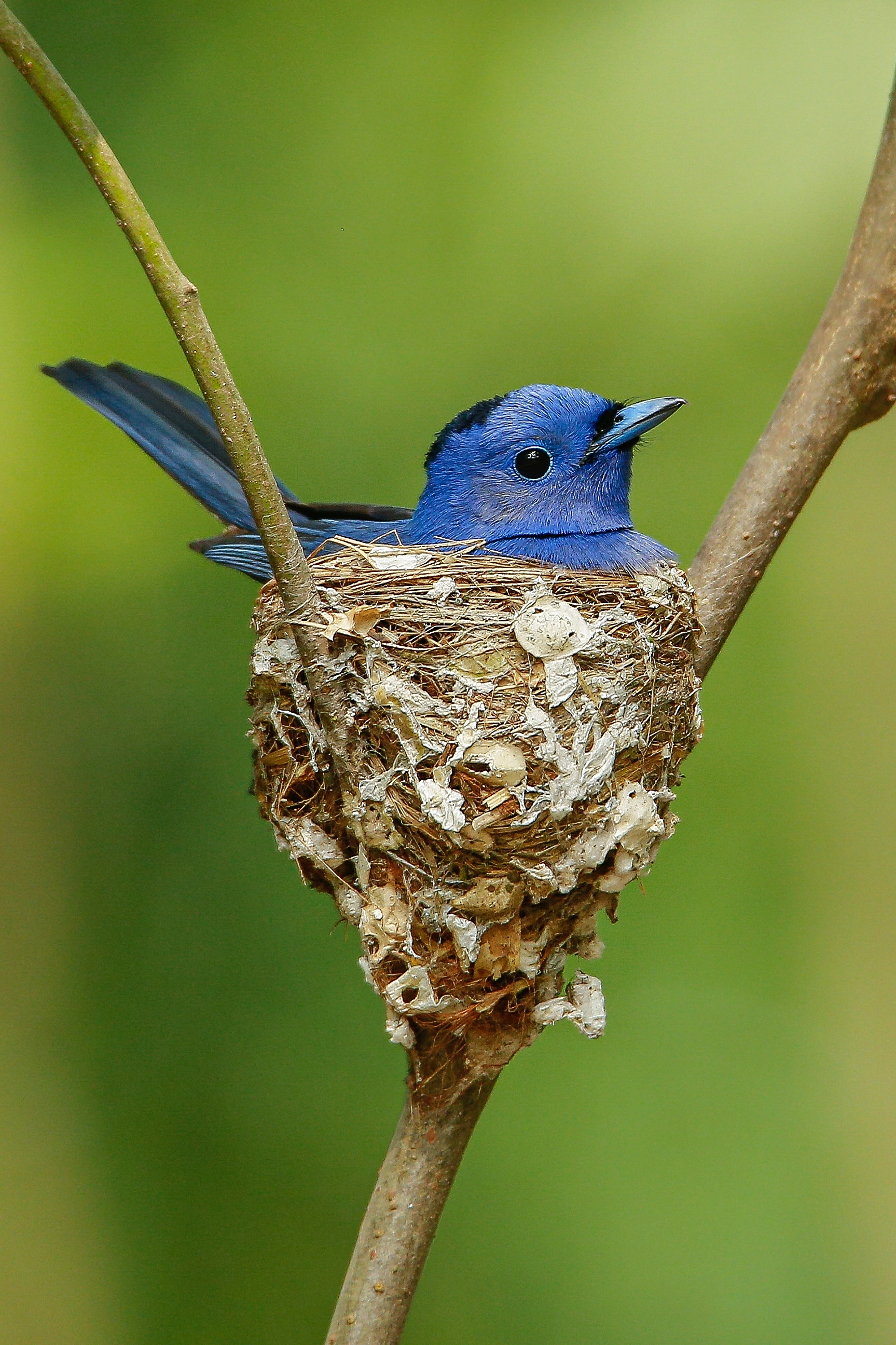
Hypothymis azurea
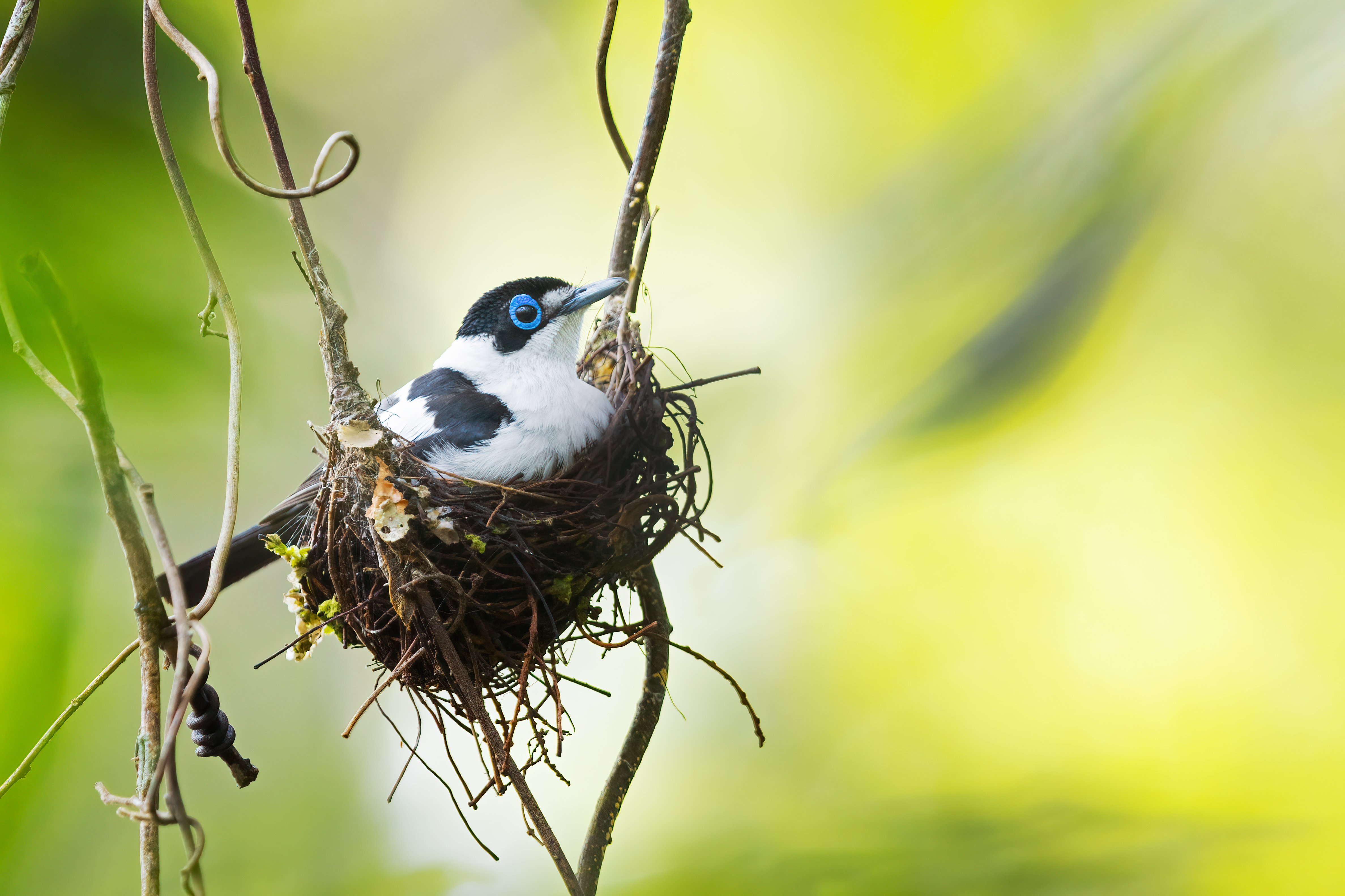
Arses lorealis
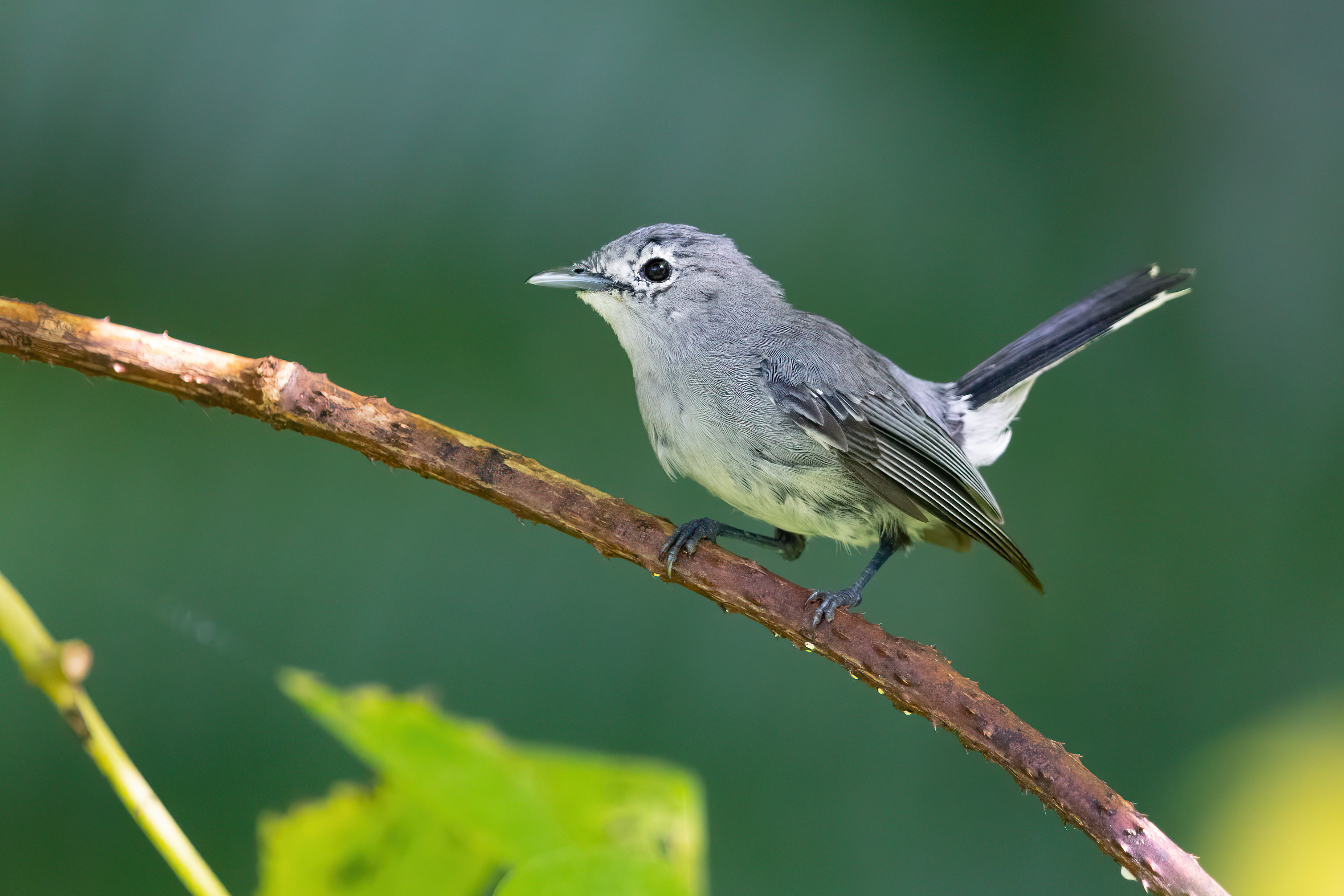
Mayrornis lessoni